# Kanotrigg

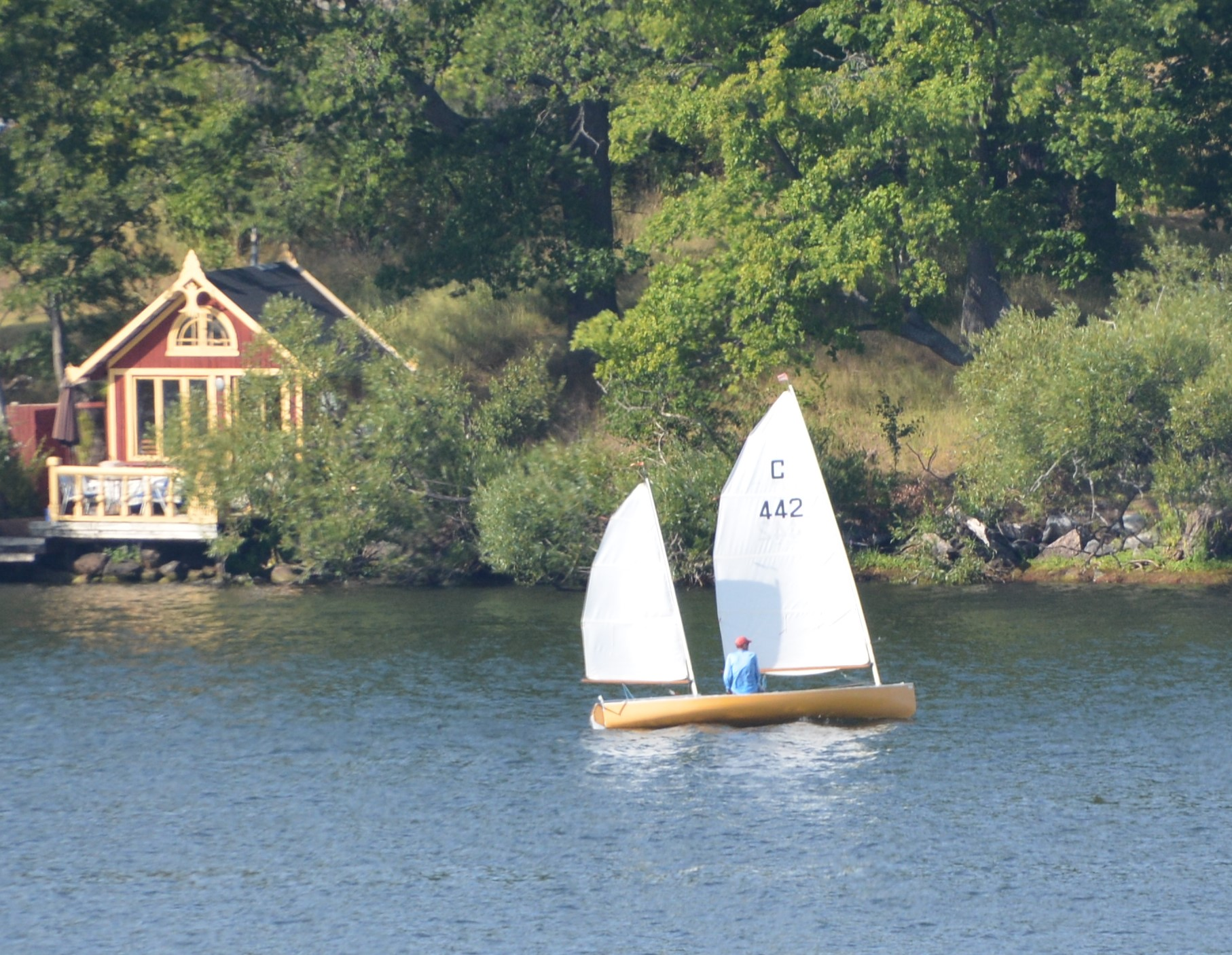
Kanotriggad C-kanot

Kanotrigg.

Kanotrigg är en rigg med två master, storsegel och mesansegel, men inga försegel.Storseglet är mycket förligt placerad, vilket underlättar vid ensamsegling. Denna rigg används nästan uteslutande på segelkanoter.